# Fakhr al-Din Mubarakxah
Fakhr al-Din Mubarakxah conegut com a Fakhra, fou un sobirà de Bengala. Per les seves monedes se sap que va portar els títols de Yamin-i Khalifat Al·lah i de Nàssir-i Amir al-Muminim.
Va iniciar la seva carrera amb càrrecs menors fins que va arribar a subgovernador (silahdar) de Sonargawn, per compte del governador de Bengala Oriental Bahram Khan (que exercia el govern per compte de Muhàmmad Xah II Tughluk de Delhi, 1325-1351).
A la mort de Bahram Xah el 1352, Fakhran es va revoltar a Sonargawn (1336) i va derrotar a les fores imperials tughlúquides assolint la independència a la Bengala oriental. Va intentar l'expansió cap a territoris al nord-oest i al sud fins a Lakhnawti i Chatgawn, però no ho va aconseguir i va quedar limitat als dominis originals.
Va morir el 1349 i el va succeir el seu fill Ikhtiyar al-Din Ghazi Xah (1349-1352) que fou enderrocat aviat per Xams al-Din que des de 1345 governava a Lakhnawti i que així, el 1352, va poder reunificar Bengala.